# Super Mario's Wacky Worlds
Super Mario's Wacky Worlds fue un videojuego de plataformas desarrollado por NovaLogic para el sistema Philips CD-i. El juego fue concebido como una secuela de Super Mario World, un juego lanzado para Super NES en 1990. Un prototipo inicial recibió comentarios positivos de Nintendo, pero el juego pronto se canceló debido a la disminución de las ventas del sistema Philips CD-i.

## Jugabilidad
Como pastiche incompleto de Super Mario World, Mario solo puede caminar y saltar. Los enemigos no están programados correctamente, ya que desaparecen cuando Mario termina encima de ellos, lo que sugiere una implementación incompleta de stomping. Los enemigos no pueden dañar a Mario y se detienen si los tocan, incluso si eso significa flotar en el aire. Mario no puede morir cuando cae en un pozo pero flota en él.
La progresión de nivel se puede reconstruir por etapas seleccionables, con dos o tres niveles por mundo. Cada nivel tiene una salida, como un Warp Pipe, un caballo de Troya o un objeto "M" estilizado que sostiene una cinta algunos de los cuales no son funcionales, por lo que el sistema debe ser reiniciado.

## Desarrollo
NovaLogic, el desarrollador de Super Mario's Wacky Worlds, esperaba ser contratado por Nintendo. Philips estaba desarrollando el periférico Super NES CD-ROM de Nintendo y, como parte de ese acuerdo, tenía el derecho de usar los personajes de Nintendo en sus propios juegos para su consola CD-i existente. Un ejecutivo de ventas de Nintendo sugirió a NovaLogic que un estilo simplificado de los juegos Super NES podría adaptarse al CD-i, por lo que decidieron demostrar una continuación de Super Mario World. Según los informes, los desarrolladores Silas Warner y John Brooks trabajaron las 24 horas del día durante dos semanas en el juego, terminando solo una parte de un nivel para presentarlo a Nintendo. Nintendo quedó impresionado, pero debido a las bajas ventas de CD-i se vio obligado a cancelar el juego. Múltiples diseñadores también se fueron a trabajar para Electronic Arts. Esto puso fin a la carrera CD-i de Warner, que esperaba la reacción de Nintendo. Otros desarrolladores, como la artista principal Nina Stanley, se quedaron con el proyecto.
Aunque los desarrolladores estaban muy entusiasmados con la creación de un juego tradicional de Mario (en parte para establecer su reputación en torno a los personajes con licencia de Nintendo), NovaLogic esperaba usar la menor cantidad de dinero posible en el proyecto. La compañía tenía la intención de obtener una pequeña cantidad de ganancias mientras se enfocaba en juegos como la serie Comanche. El prototipo final del juego es un pre-alfa en la versión 0.11, finalizada el 3 de marzo de 1993, después de un año de trabajo. Se terminó aproximadamente el 80% del arte del juego, el 95% de su diseño y alrededor del 30% de su código.[cita requerida] El prototipo contiene música extraída de Super Mario World y no tiene efectos de sonido además del sonido de salto. Este parece ser un marcador de posición temprano, ya que la idea para el juego final era aprovechar el formato del disco y usar un rango de audio flexible en lugar de un puerto de sonido sintetizado no mejorado.
Capturar con precisión los sprites de "Super Mario World" fue difícil para el equipo de desarrollo de "Wacky Worlds", ya que el CD-i tenía un estilo de creación de sprites diferente al de SNES. Para crear sus personajes, copiaron sprites de Mario y varios Koopa Troopas de Super Mario World. Sus diseños originales incluyen un Koopa griego, un Koopa caballero, un Koopa esquimal, un Koopa vampiro y una morsa. Los fondos fueron todos dibujados a mano, basado en ubicaciones del mundo real. Hay tres prototipos en circulación.

## Recepción
Kombo escribió que el juego palideció en comparación con Sonic CD, otra secuela de plataformas lanzada en una plataforma basada en CD. Criticó el entorno del mundo real por no corresponder con el apodo de "Loco", sugiriendo que su cancelación ayudó a evitar el destino ridículo de la otra adaptación de Nintendo para CD-i, Zelda: The Wand of Gamelon. El escritor de GamesRadar, Tom Goulter, comparó su calidad con la de los juegos de fanáticos y afirmó que, si bien fue un esfuerzo impresionante, las limitaciones del CD-i hicieron que fuera una suerte que nunca se lanzara. Justin McElroy de Joystiq dijo que hubiera sido mejor que el juego no hubiera sido redescubierto. Dijo que la ambientación del mundo real era una elección extraña y que no era un digno sucesor de Super Mario World. Mark Langshaw de Digital Spy dijo que el conteo limitado de sprites y los controles de puntero del CD-i habrían empañado a Super Mario World si hubiera sido lanzado.

## Lectura adicional
- Matthew, Henzel. «¡Lo mejor de lo último de CD-i que nunca fue!». VideoGameObesssion. Archivado desde el original el 4 de marzo de 2016. Consultado el 25 de abril de 2015.
- «Super Mario's Wacky Worlds». IGN. Consultado el 25 de abril de 2015.
- Mike Matei (10 de marzo de 2014). «Super Mario's Wacky Worlds (CD-i) James & Mike». Cinemassacre. Archivado desde el original el 24 de noviembre de 2020. Consultado el 24 de marzo de 2023.
- U64 Staff & Contributors (7 de abril de 2008). «Mario's Wacky Worlds [CDI – Cancelado]». Unseen64.
- Merijn; Marty Foulger (30 de noviembre de 2003). «Entrevista con Marty Foulger - Diseñador principal en Super Mario's Wacky Worlds». The Black Moon Project. Consultado el 25 de abril de 2015.
- Merijn; John Brooks (2 de octubre de 2003). «Entrevista con John Brooks - Programador principal en Super Mario's Wacky Worlds». The Black Moon Project. Consultado el 25 de abril de 2015.
- Silas Warner (26 de julio de 2003). «Declaración de Silas Warner - Programador en Super Mario's Wacky Worlds». The Black Moon Project. Consultado el 25 de abril de 2015.
- Devin; Merijn (31 de julio de 2008). «Vuelva a visitar el juego perdido de Super Mario para CD-i». CD-i Interactive. Archivado desde el original el 4 de marzo de 2016. Consultado el 25 de abril de 2015.
- Esta obra contiene una traducción  derivada de «Super Mario's Wacky Worlds» de Wikipedia en inglés, publicada por sus editores bajo la Licencia de documentación libre de GNU y la Licencia Creative Commons Atribución-CompartirIgual 4.0 Internacional.

- Datos: Q7642568